# United Express
United Express ist eine Dachmarke, unter der US-amerikanische Regionalfluggesellschaften für United Airlines Regional- und Zubringerflüge im Franchising durchführen. Sie verbinden die Drehkreuze der United Airlines mit zahlreichen Zielen in den USA und Kanada, wobei United Airlines die zu fliegenden Strecken, Anzahl der Flugfrequenzen und Ticketpreise festlegt.

## Geschichte
Am 1. Mai 1985 ging United Airlines eine offizielle Partnerschaft mit Air Wisconsin, Aspen Airways und Westair als United Express ein, die Zubringerflüge zu den United-Drehkreuzen Chicago O’Hare International Airport, Denver Stapleton International Airport und San Francisco International Airport bedienten.
1988 wurde Presidential Airways ein United-Express-Mitglied und bediente das Drehkreuz Washington Dulles International Airport, scheiterte aber bald. Infolgedessen wurde dieses Drehkreuz dann von einer neuen, östlichen Abteilung der Westair bedient, die wiederum 1991 als Atlantic Coast Airlines (ACA) abgespalten wurde.
Nächster United-Express-Partner wurde Great Lakes Airlines im Jahr 1992, gefolgt von Trans States Airlines im Jahr darauf. Als 1997 auch Los Angeles International Airport ein United-Drehkreuz wurde, wurde dieser durch den neuen Partner SkyWest Airlines bedient.
1993 begann der United Feeder Service mit Trans States Airlines, die den Hub Chicago O'Hare mit dem Mittleren Westen verbindet, damals noch mit einer BAe-ATP-Flotte.
Great Lakes Airlines beendete die United-Express-Partnerschaft 2001, betreibt aber noch auf einigen Flügen Codesharing mit United Airlines. Als United 2002 eine Insolvenz nach Chapter 11 beantragte, wurden die United-Express-Partner unter Kostendruck gestellt.
2004 kündigten die Atlantic Coast Airlines ihren Vertrag und wurden zur Billigfluggesellschaft Independence Air. Im folgenden Jahr verlor Air Wisconsin seine Partnerschaft und führt nun teilweise noch die Bodenabfertigung für United Express durch. Um die dadurch weggefallenen Flüge zu ersetzen, wurden Colgan Air, GoJet Airlines und Shuttle America ebenfalls United-Express-Partner.
2005 kündigte United an, dass die Servicequalität auf wichtigen United-Express-Routen unter dem Namen ExPlus verbessert werde. Auf Routen mit ExPlus-Service gibt es eine First Class und in den größeren Flugzeugen wie der Embraer 170 und der Bombardier CRJ700 auch Mahlzeiten. Durch die Erweiterung der Rolle von United Express als regionaler Partner begann United nun auch, mit ExPlus ausgestattete Flugzeuge anstelle von oder zusammen mit Mittelstreckenflugzeugen auf Großstadt-Verbindungen wie Chicago-Houston zu betreiben.
Im September 2010 gab die SkyWest, Inc. die Fusion von Atlantic Southeast Airlines und ExpressJet bekannt, die die Atlantic Southeast Airlines zum größten der United Express-Partner machte.
Am 1. Oktober 2010 fusionierten die UAL Corporation und die Continental Airlines zu den United Continental Holdings, die neue Holding für United Airlines. Durch die Fusion wurden auch die Regionalpartner der Continental Airlines, Continental Connection und Continental Express von United Express übernommen. Dadurch erhöhte sich die Anzahl der Partner, und die Flottenzahl stieg auf zunächst über 550 Flugzeuge. Das erste Flugzeug, das die neue United Express-Bemalung bekam, war eine Embraer ERJ 145 der ExpressJet Airlines. Bis 2016 wurde die Flotte auf 480 Maschinen verkleinert.
Im Februar 2017 kündigte United Airlines an, dass der ehemalige United Express Partner Air Wisconsin ab Herbst 2017 wieder United Express Flüge durchführen und nach Ende des Vertrags mit American Airlines im März 2018 ausschließlich unter dem Markennamen United Express mit Stationen an den Flughäfen von Chicago und Washington, DC agieren wird. Im August 2022 wurde angekündigt, dass die Partnerschaft 2023 wieder enden wird.

## Betreibergesellschaften
aktuelle Betreibergesellschaften

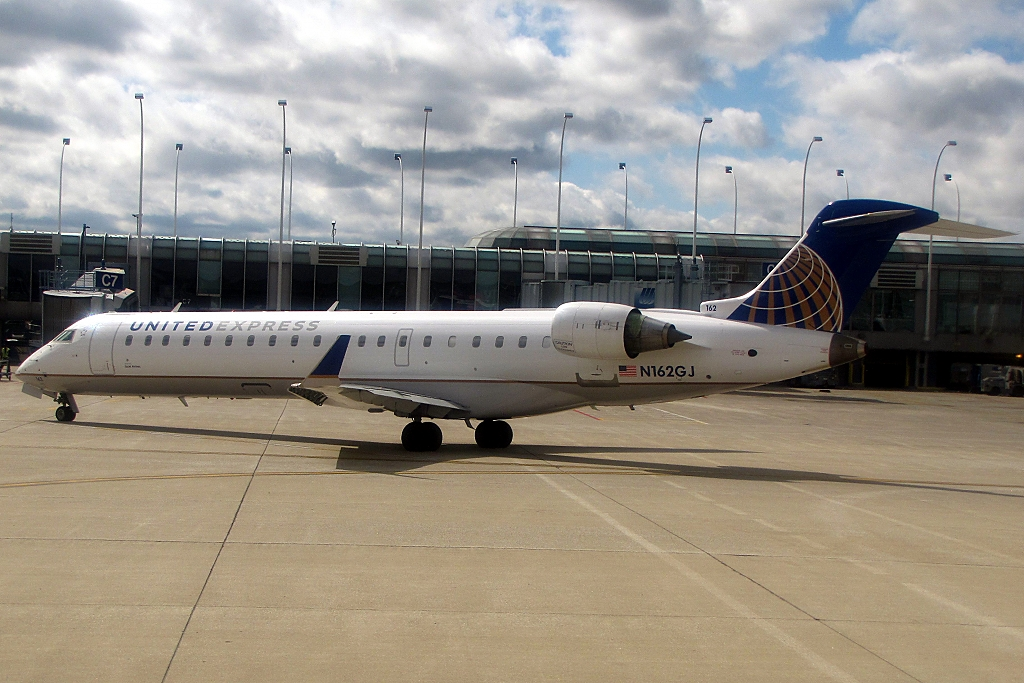
Eine Bombardier CRJ700 der GoJet Airlines in United Express-Bemalung

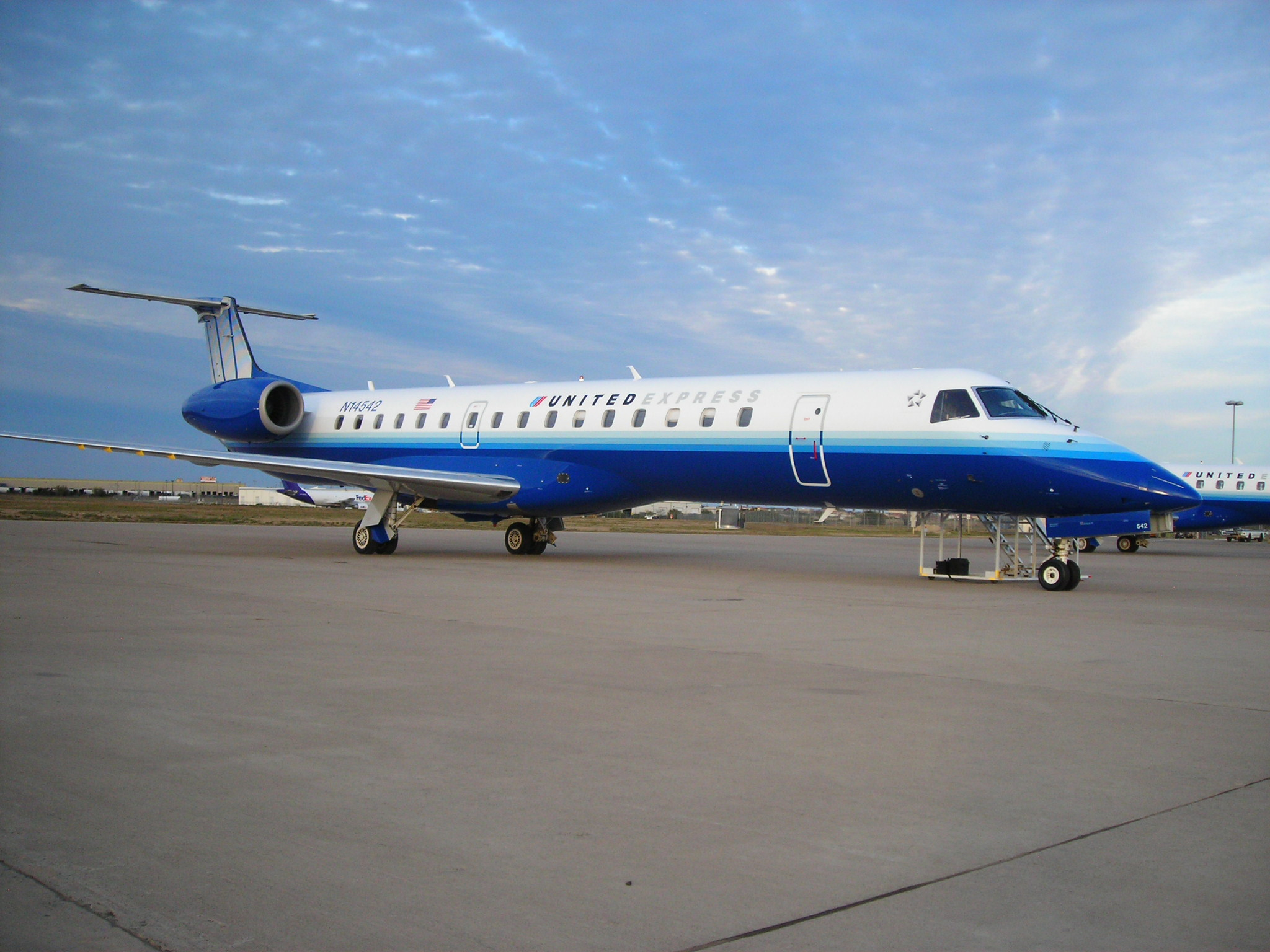
Eine Embraer 145 der ExpressJet in älterer United Express-Bemalung

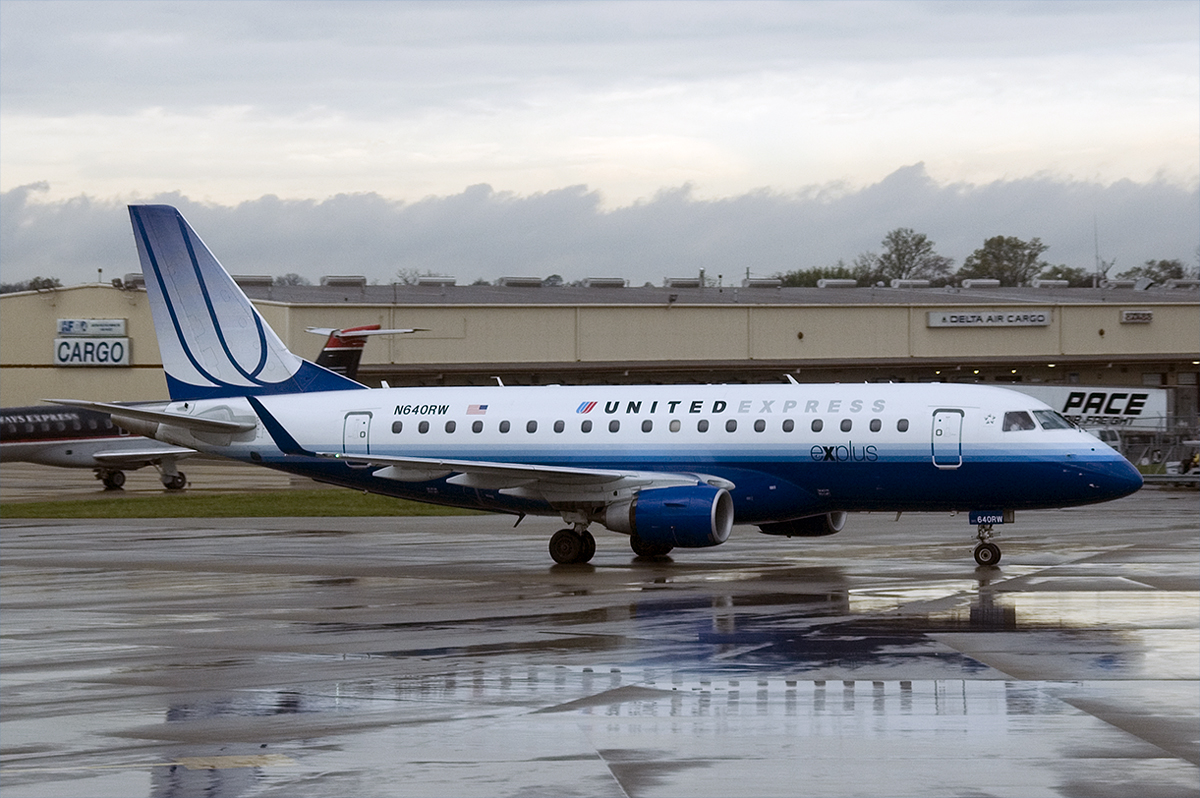
Eine Embraer 170 der Shuttle America in älterer United Express-Bemalung

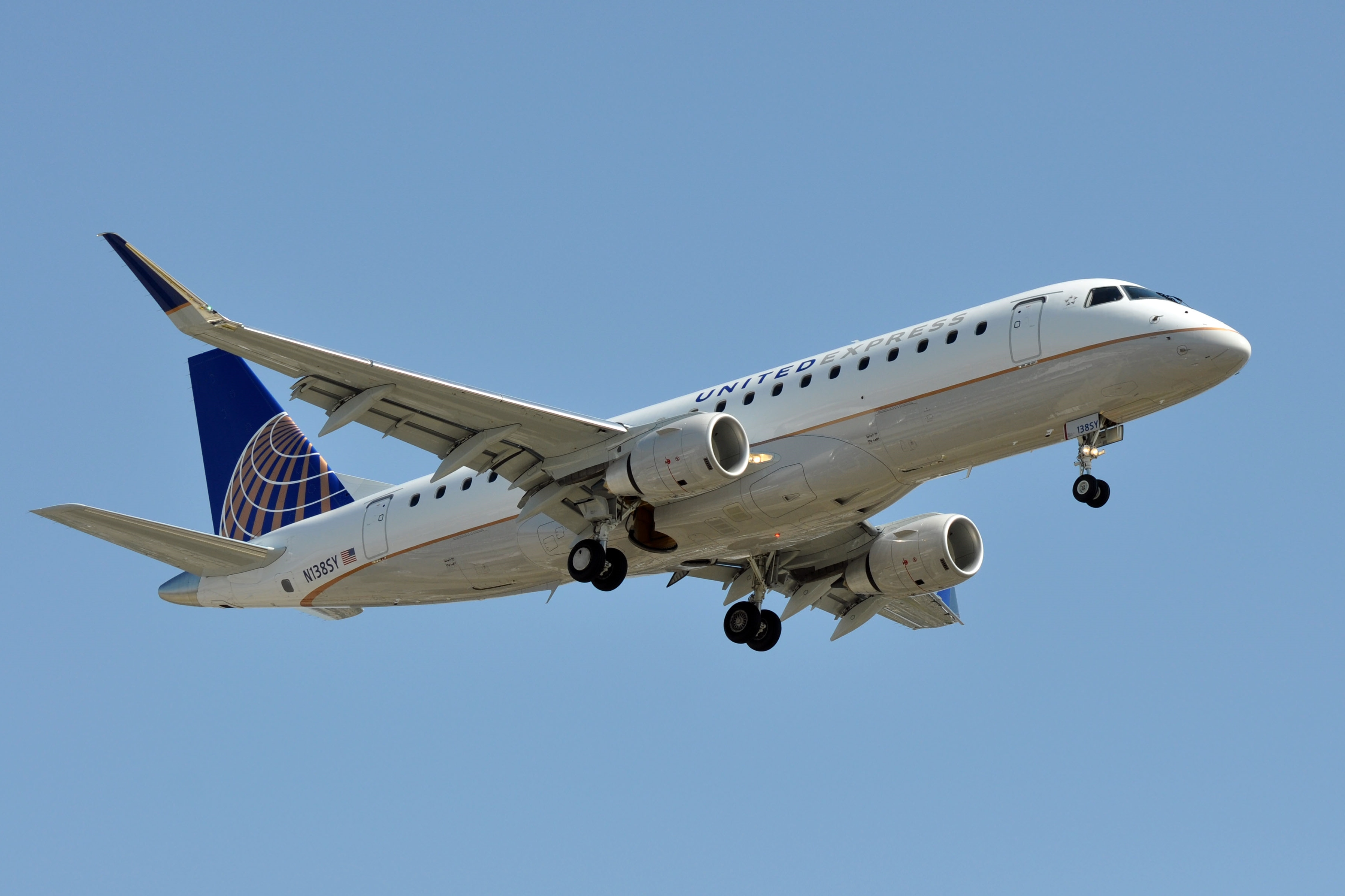
Embraer ERJ-175 der United Express

ehemalige Betreibergesellschaften (Auswahl)

## Flotte

### Aktuelle Flotte
Mit Stand November 2024 bestand die Flotte der United Express Flotte aus 454 Flugzeugen mit einem Durchschnittsalter von 14,0 Jahren:
| Flugzeugtyp       | Anzahl | bestellt | Anmerkungen                                                                              | Sitzplätze (First/Eco+/Eco) | Durchschnittsalter |
| ----------------- | ------ | -------- | ---------------------------------------------------------------------------------------- | --------------------------- | ------------------ |
| Bombardier CRJ200 | 078    |          | Von SkyWest Airlines betrieben                                                           | 50 (0/0/50)                 | 21,6 Jahre         |
| Bombardier CRJ700 | 076    |          | teilweise Bombardier CRJ550; Von GoJet Airlines (53) und SkyWest Airlines (23) betrieben | 50 (10/20/20) 70 (6/16/48)  | 18,8 Jahre         |
| Embraer ERJ-145   | 064    |          | Von CommuteAir betrieben                                                                 | 50 (0/6/44)                 | 20,3 Jahre         |
| Embraer ERJ170    | 017    |          | Von Republic Airlines betrieben                                                          | 70 (6/16/48)                | 19,5 Jahre         |
| Embraer ERJ175    | 219    |          | Von Mesa Airlines (60), Republic Airlines (49) und SkyWest Airlines (110)                | 70 (12/32/26) 70 (12/16/42) | 7,4 Jahre          |
| Gesamt            | 454    | –        |                                                                                          |                             | 14,0 Jahre         |

### Ehemalige Flugzeugtypen
In der Vergangenheit setzte United Express unter anderem folgende Flugzeugmodelle ein:
- ATR 42-300
- BAe Jetstream 3101
- BAe Jetstream 41
- BAe 146-100
- BAe 146-200A
- BAe 146-300
- Bombardier CRJ100
- Beechcraft 1900C
- Beechcraft 1900D
- De Havilland Canada DHC-8-200
- De Havilland Canada DHC-8-300
- De Havilland Canada DHC-8-400
- Dornier 328-100
- Dornier 328-300
- Embraer EMB 110
- Embraer EMB 120
- Embraer ERJ-135
- Fokker F-27-500
- Saab 340A
- Short 360-100
- Short 360-300

Ehemalige Flugzeugtypen (Bildauswahl)
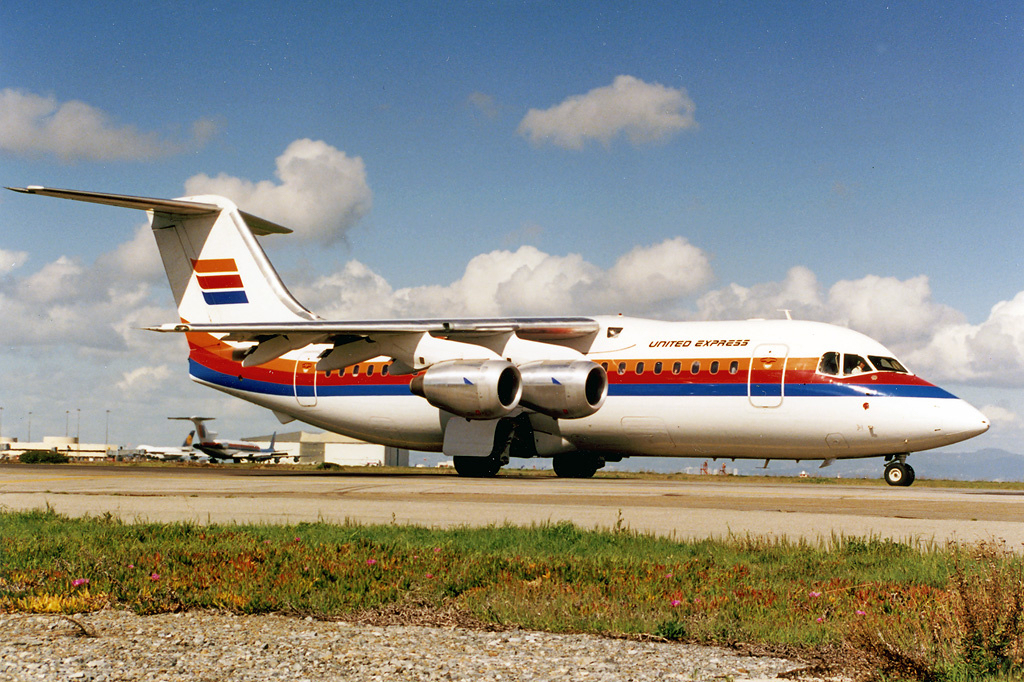
BAe 146-200 der Westair Commuter Airlines
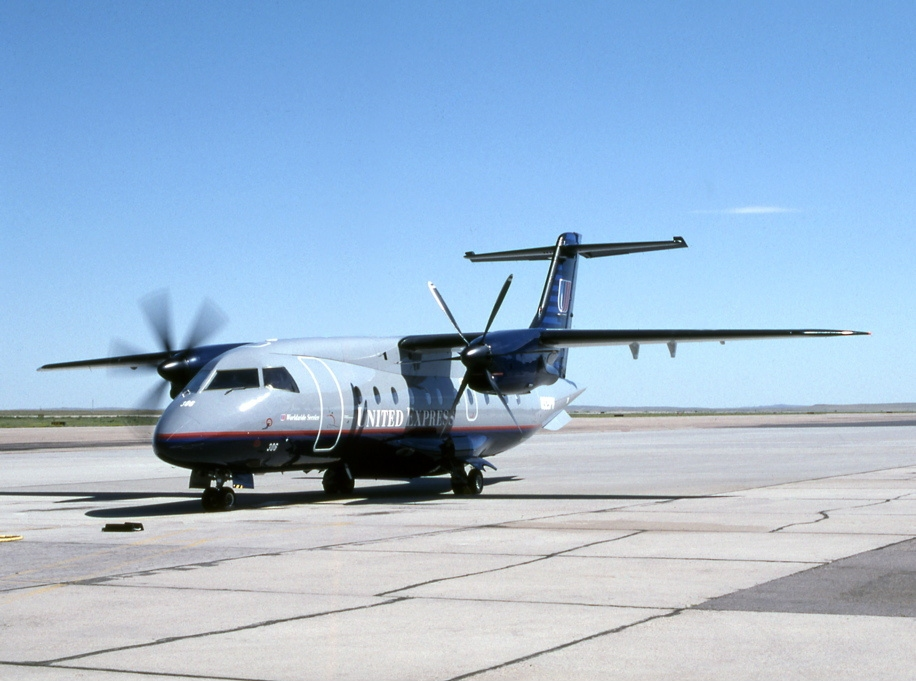
Dornier 328-100 der Air Wisconsin
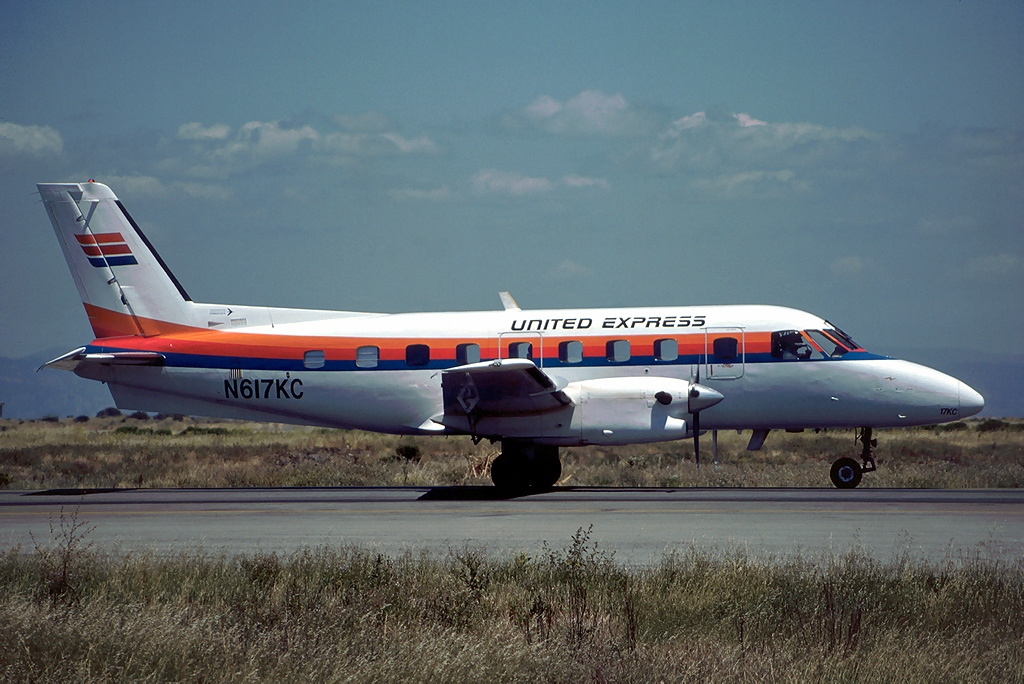
Embraer EMB 110 der Westair Commuter Airlines
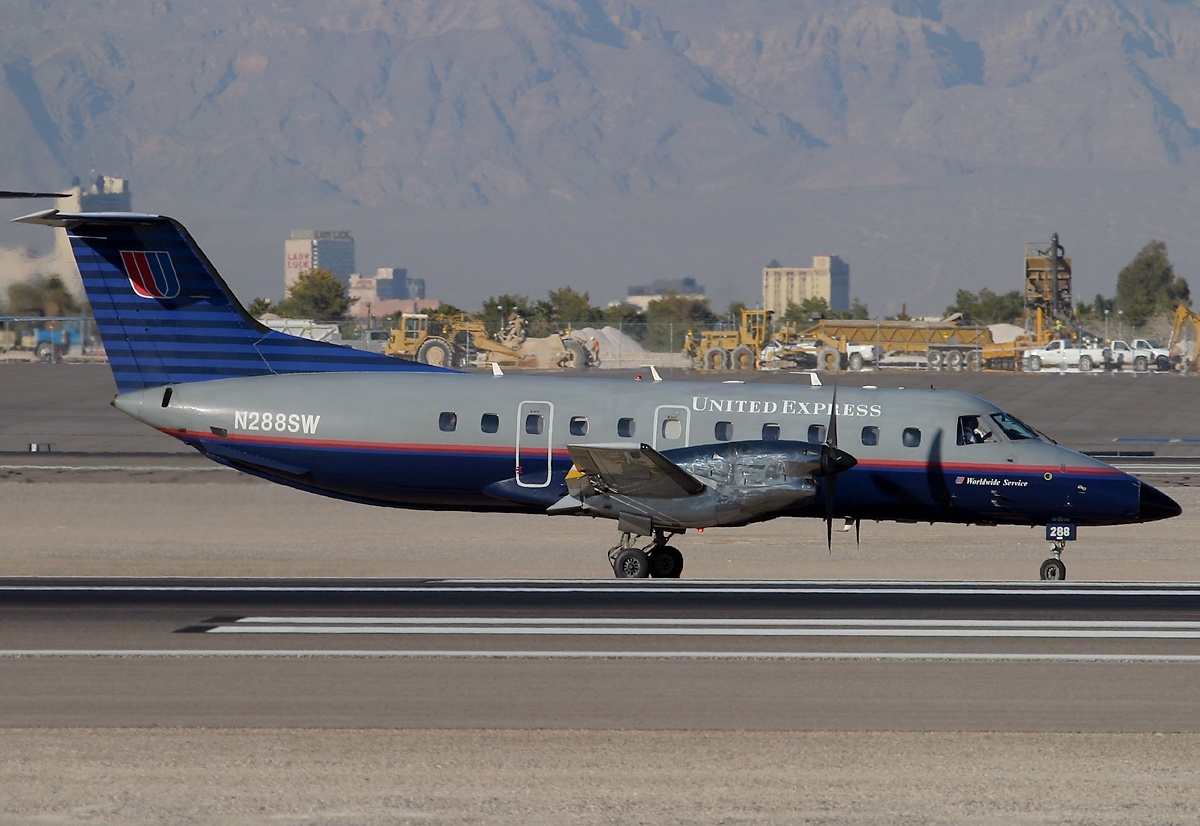
Embraer EMB 120 der SkyWest Airlines
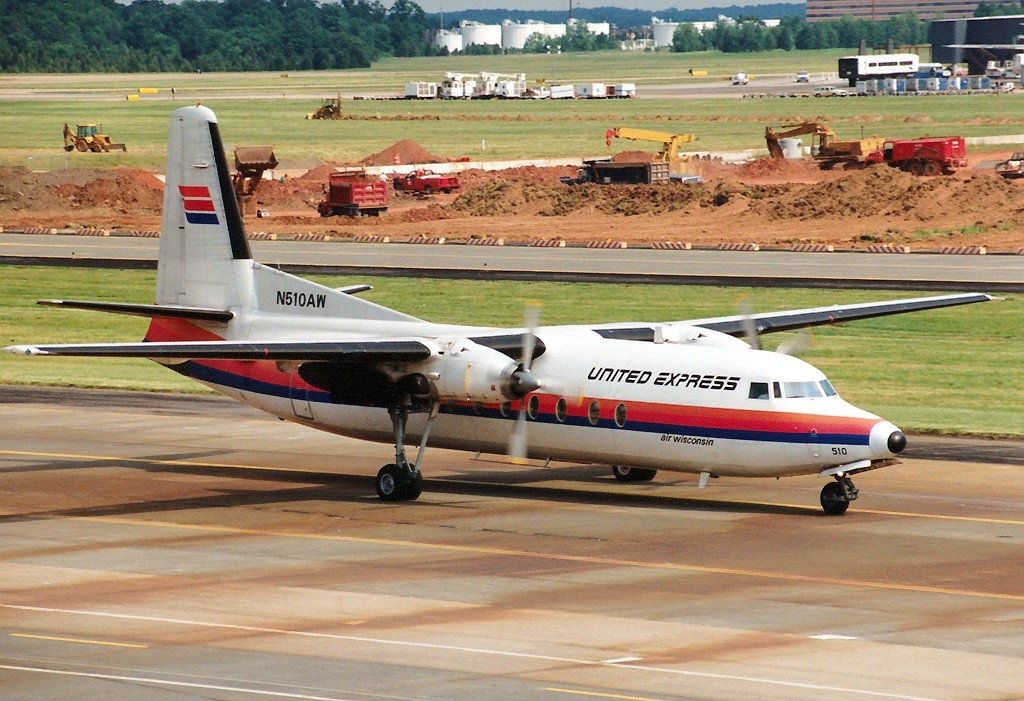
Fokker F-27-500 der Air Wisconsin
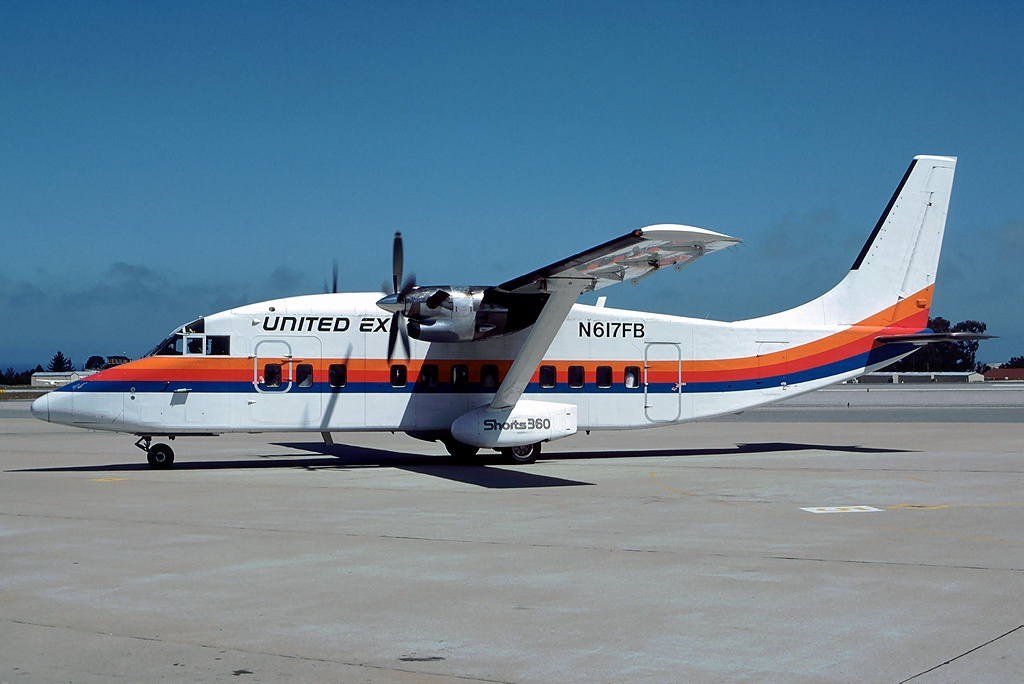
Short 360-100 der Westair Commuter Airlines

## Zwischenfälle
- Am 26. Dezember 1989 stürzte eine von der North Pacific Airlines unter der Dachmarke United Express betriebene BAe Jetstream 3101 (Luftfahrzeugkennzeichen N410UE) kurz vor der Landebahn des Pasco-Tri Cities Airport (US-Bundesstaat Washington) ab. Die Besatzung führte einen übermäßig steilen, instabilen ILS-Anflug durch. Dieser Anflug endete in Verbindung mit fehlerhaften Anweisungen durch die Flugsicherung und einer Vereisung des Leitwerks in einem Strömungsabriss und Absturz im Endanflug. Beide Besatzungsmitglieder und alle vier Passagiere wurden getötet. Der Kapitän hatte beim Zwischenstopp zuvor die Eisansätze an der Maschine per Hand abklopfen lassen und eine angebotene Flugzeugenteisung mehrfach abgelehnt (siehe auch United-Express-Flug 2415).[8]

- Am 7. Januar 1994 stürzte eine British Aerospace Jetstream 41 der Atlantic Coast Airlines, betrieben im Auftrag von United Express (N304UE) nach einem Strömungsabriss aufgrund von Pilotenfehlern 1,9 Kilometer vor dem Flughafen Port Columbus International, Ohio, ab. Dabei kam es zu fünf Toten; drei Passagiere überlebten (siehe auch United-Express-Flug 6291).

- Am 19. November 1996 landete eine Beechcraft 1900C der im Auftrag der US-amerikanischen United Express fliegenden Great Lakes Airlines (N87GL) gerade auf dem Quincy Municipal Airport in Quincy (Illinois), als eine private Beechcraft 65-A90 King Air von einer kreuzenden Startbahn des Flughafens startete. Die Maschinen stießen auf der Kreuzung zusammen. Alle 14 Insassen beider Flugzeuge starben, die der King Air beim Aufprall und die der Beechcraft 1900, weil sich eine Tür nach der Ausbruch des Brandes nicht mehr öffnen ließ und den Passagieren die Existenz einer zweiten Nottür nicht bewusst war (siehe auch United-Express-Flug 5925).